# قره‌بالدیر (قاخ)
قره‌بالدیر (به لاتین: Qarabaldır) یک منطقه مسکونی در جمهوری آذربایجان است که در شهرستان قاخ واقع شده است. قره‌بالدیر ۴۰۹ نفر جمعیت دارد.